# WrayGunn
WrayGunn est un groupe portugais de rock, originaire de Coimbra. Leur style musical est un mélange de rock, de blues et de ska. Paulo Furtado joue aussi en solo en tant que The Legendary Tigerman. 

## Histoire

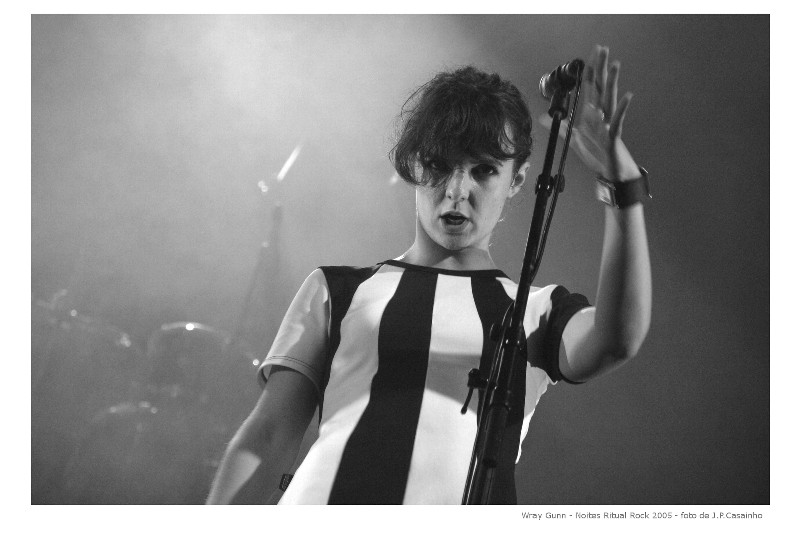
Raquel Ralha en 2005.

Le groupe est formé en 1999 à Coimbra. Un premier album, simplement intitulé Amateur, est publié en 2000. L'année suivante, en 2001, sort leur deuxième album, Soul Jam au label NorteSul.
Le groupe se popularise hors du Portugal, en Europe, en 2005 avec la sortie de son troisième album, Ecclesiastes 1.11 au label Skydog Records. Le groupe rencontre un franc succès en France, Espagne, Brésil, Allemagne et en Belgique. Ils sont passés[Quand ?] à l'émission française Taratata n°178.
Avec leur quatrième album, Shangri-la, publié en 2007, le groupe se tourne vers un mélange dosé de punk rock (par le jeu de guitare et certains textes) et d'une forme de new wave extrêmement influencée par le groupe américain The B-52's (structure rythmique, placement et harmonisation des voix, en particulier féminines). Le style se complexifie avec l'utilisation d'un orgue Hammond (en nappes) et même d'une pedal steel guitar - et l'abandon des samples et platines. Avec Shangri-la, le groupe est nommé en 2008 pour le Globo de Ouro dans la catégorie de « meilleur groupe portugais » ; leur album atteint la 19e place des classements portugais.
En 2012, le groupe publie son nouvel album, L'Art brut,.

## Membres
- Paulo Furtado - chant, guitare
- Raquel Ralha - chant
- Sérgio Cardoso - basse
- Francisco Correia - sampler, tourne-disques
- Pedro Pinto - batterie
- Selma Uamusse - chant
- João Doce - percussions, batterie

## Discographie
- 2000 : Amateur
- 2001 : Soul Jam
- 2005 : Eclesiastes 1.11
- 2007 : Shangri-la
- 2012 : L'Art brut